# Hemsedal (plaats)
Hemsedal is een plaats in de Noorse gemeente Hemsedal, provincie Buskerud. Hemsedal telt 679 inwoners (2007) en heeft een oppervlakte van 1,14 km².

## Skigebied

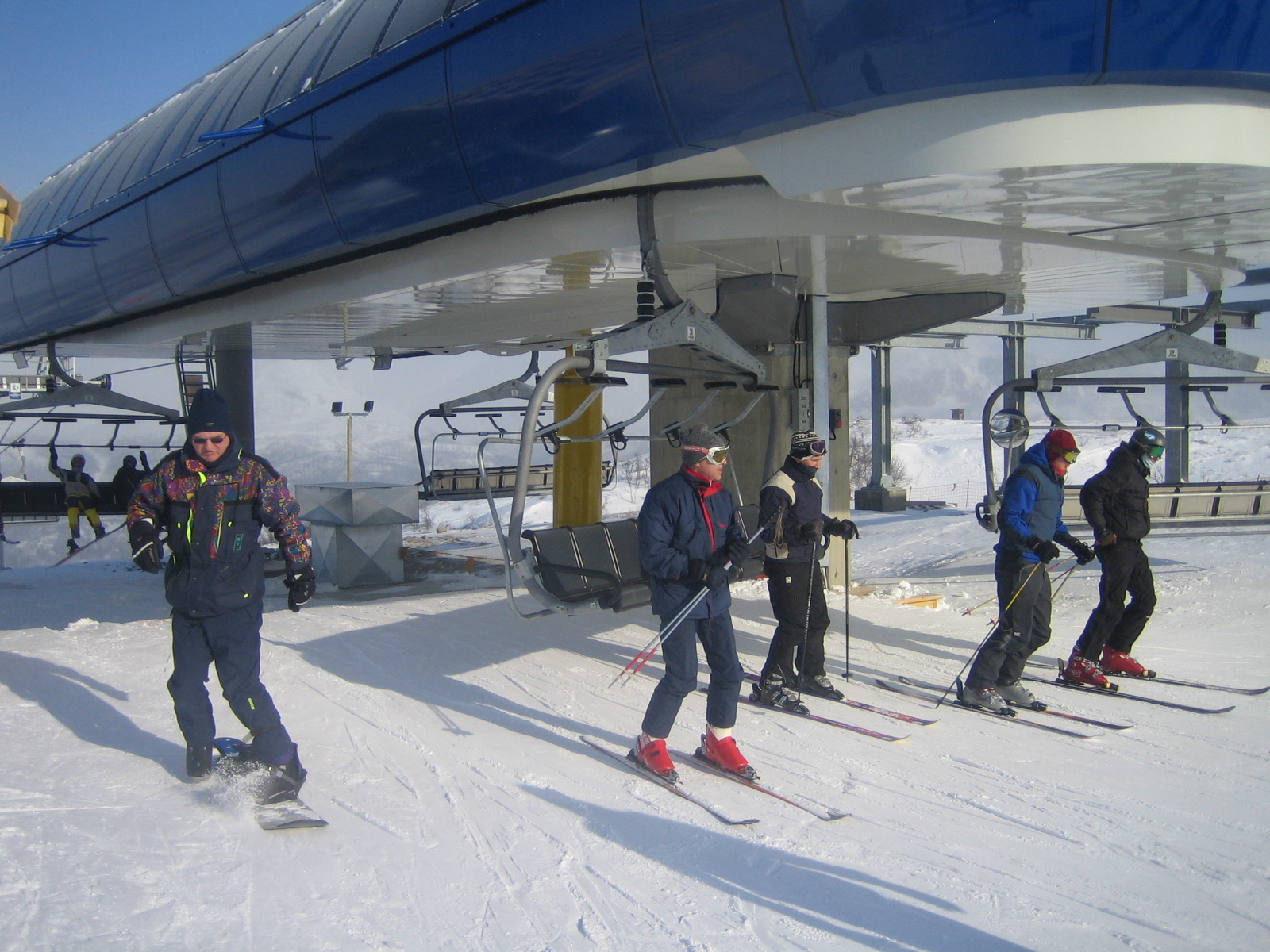
8 pers. stoeltjeslift Holvin Express

- Hoogte = 810 m
- Groote = 43 km
- Aantal groene pisten = 19
- Aantal blauwe pisten = 12
- Aantal rode pisten = 9
- Aantal zwarte = 8
- Totaal aantal pisten = 49
- Totaal aantal liften = 22
- Aantal sleepliften = 16
- Aantal stoeltjesliften = 6
- Aantal gondel of kabineliften= 0